# Carlos Metidieri
Jose Carlos Metidieri (Sorocaba, 1942. december 18. –) brazil születésű amerikai labdarúgócsatár.

## Pályafutása

### Klubcsapatokban
1963 és 1966 között a kanadai Toronto Italia, 1967-ben a Boston Rovers, 1968-ban a Los Angeles Wolves, 1970 és 1973 között a Rochester Lancers, 1974–75-ben a Boston Minutemen labdarúgója volt. 1979–80-ban a Buffalo Stallions teremlabdarúgó-csapatában fejezte be az aktív játékot.

### A válogatottban
1973-ban két alkalommal szerepelt az amerikai válogatottban. 

## Sikerei, díjai
Rochester Lancers
- Észak-amerikai bajnokság (NASL)
  - bajnok: 1970
  - gólkirály: 1971 (19 gól)
  - legeredményesebb játékos: 1970 (14 gól, 7 assziszt, 35 pont), 1971 (19 gól, 8 assziszt, 46 pont)
  - Most Valuable Player (MVP): 1970, 1971
  - All-Star First Team: 1970, 1971